# Georg Michael Telemann
Georg Michael Telemann   (Plön, 20 d'abril de 1748 - Riga, 4 de març de 1831) ser un alemany compositor i teòleg.
Telemann va néixer a Plön, fill del pastor local Andreas Telemann (1715-1755) i de la seva esposa Augusta Clara Catharina Capsius. Després de la mort del seu pare el 1755, es va traslladar a Hamburg, on va ser acollit i criat pel seu avi, llavors de 74 anys, Georg Philipp Telemann. A Hamburg, va assistir a la "Gelehrtenschule des Johanneums", i des del 1770, el gimnàs "Akademisches". A la mort del seu avi, el 1767, el jove Georg de 19 anys va compondre Trauer-Ode auf das betrübte Absterben meines Großvaters Herrn Georg Philipp Telemann, des Hamburgischen Musik-Chor-Direktors (El dol va provocar la trista mort del meu avi, el senyor Georg Philipp Telemann, el director del cor musical d'Hamburg). També va ocupar el càrrec del seu avi a la "Cantoral Johanneum" i director de música a les esglésies d'Hamburg fins al març del 1768, quan va ser nomenat Carl Philipp Emanuel Bach. De 1770 a 1772 va estudiar a la Universitat de Kiel. El 1773, mentre encara estava a Hamburg, va publicar un tractat sobre reproducció continuada, Unterricht im Generalbaß-Spielen.
El 1773, Georg Michael es va traslladar a Riga, on va ser nomenat director musical de les esglésies de la ciutat i cantor a la catedral de Riga. Com a part d'aquesta feina, també va dirigir la realització de vint-i-una de les passions del seu avi. També va fer classes a l'escola de la catedral. En 1812, va publicar una col·lecció de paràmetres de corals per a orgue titulat Sammlung alter und Neuer Coral-Melodien i un any més tard va prendre el lloc d'organista de la catedral. Es va retirar el 1828 a causa d'una deterioració de la condició ocular. Va morir a Riga el 1831.

## Obres seleccionades
- Unterricht im Generalbasspielen auf den Orgel oder Sonstingen Klavierinstrumentten (1773);
- Beitráge sur Kirchenmusik, peces per a orgue (1785);
- Sammlung alter und neuer kirchenmelodien (1812);
- Ueber die Wahl der Melodie eines kirchenlieds (1821).[2]